# Franco, ese hombre
Franco, ese hombre, és un documental commemoratiu sobre la figura de Francisco Franco dirigit el 1964 pel director de cinema espanyol José Luis Sáenz de Heredia. El documental segueix la carrera militar i política del dictador fins a l'any de la celebració dels "25 anys de pau", el 25è aniversari de la victòria franquista a la Guerra Civil espanyola.

## Origen
El 1964, en el marc de les celebracions dutes a terme per commemorar els "Veinticinco años de Paz" (vint-i-cinc anys de pau) transcorreguts des del final de la Guerra Civil Espanyola, Franco va voler que es fes un documental sobre la seva figura. Ell mateix va triar com a director a José Luis Sáenz de Heredia, ja que prèviament ja havia dirigit Raza, una pel·lícula sobre un guió del mateix dictador. Finalment, fou en una comissió interministerial presidida per Manel Fraga quan es va donar forma al guió del documental, el qual va ser redactat amb una excessiva benevolència.

## Argument
Al documental es fa un ampli repàs de la vida del general Franco, la qual cosa suposa fer una lectura a la història del segle XX fins a aquell moment. Així, els principals esdeveniments del segle són analitzats a través de la vivència de Franco. També hi surt entrevistat Manuel Aznar Zubigaray, el metge personal de Franco i s'hi citen, entre d'altres, alguns personatges històrics rellevants de la primera meitat del segle XX com Alfons XIII, Azaña, Lenin, el General Mola, Mussolini, Primo de Rivera o Roosevelt.